# Peter Penz
Peter Penz (født 5. april 1984) er en østrigsk kælker. 
Han repræsentererde Østrig  under vinter-OL 2014 i Sotsji, hvor han ble  nummer 19 i dobbelt.
Under vinter-OL 2018 i Pyeongchang kørte han på det østrigske hold, som vandt sølv i disciplinen double for mænd og på holdet som vandt bronze i holddisciplinen.